# Anatol Jan Omelaniuk
Anatol Jan Omelaniuk (ur. 10 sierpnia 1932 w Neplach, zm. 28 stycznia 2017 we Wrocławiu) – polski regionalista, nauczyciel, działacz społeczno-kulturalny, publicysta, wieloletni przewodniczący Rady Krajowej Regionalnych Towarzystw Kultury.

## Życiorys
Urodził się 10 sierpnia 1932 r. we wsi Neple koło Terespola. Syn Jana i Katarzyny z Wańkowiczów. Rodzice od 1922 r. zamieszkali w rodzinnej wsi ojca w Neplach prowadząc 12-hektarowe gospodarstwo rolne.
W dzieciństwie wychowywał się w rodzinie dwuwyznaniowej. Mama była wyznania rzymskokatolickiego, ojciec prawosławnego. Ojciec w czasie okupacji niemieckiej został pobity przez gestapo za ukrywanie najstarszej córki przed wyjazdem na przymusowe roboty do Rzeszy. Zmarł w 1943 r.
Edukację szkolną rozpoczął na tajnych kompletach. W tej formie edukacyjnej ukończył I, II i III klasę szkoły podstawowej. Do następnych klas chodził już po II wojnie światowej. W 1953 r. uzyskał maturę w Państwowym Liceum Pedagogicznym w Leśnej Podlaskiej wraz z dyplomem przodownika nauki. Następnie studiował filozofię na Wydziale Filozoficzno-Społecznym Uniwersytetu Warszawskiego.
Pracę zawodową rozpoczął w 1955 r. jako nauczyciel w Liceum Państwowym w Rembertowie, w którym uczył logiki, nauki o konstytucji i był opiekunem zajęć pozalekcyjnych i pozaszkolnych. W 1960 r. rozpoczął w Wojewódzkim Domu Kultury w Białymstoku zawodową działalność kulturalną. W listopadzie 1961 r. przeniósł się do Wrocławia, gdzie zajął się poradnictwem kulturalnym i kształceniem pracowników kultury. W latach 1961–1968 był kierownikiem Ośrodka Oświatowo-Metodycznego w Wojewódzkim Domu Kultury, a w latach 1968–1973 zastępcą dyrektora Wrocławskiego Ośrodka Kultury. Równolegle przez 35 lat pracował w Państwowym Studium Kulturalno-Oświatowym i Bibliotekarskim we Wrocławiu jako wykładowca dwóch przedmiotów: polskie tradycje kulturalne i metodyka działalności kulturalno-oświatowej. Był też wykładowcą w ośrodkach dydaktycznych w Legnicy i w Wałbrzychu, Państwowego Studium Oświaty i Kultury Dorosłych w Warszawie i w Instytucie Pedagogiki Uniwersytetu Wrocławskiego, ucząc studentów prakseologicznych podstaw edukacji kulturalnej.
Od połowy lat 60. członek ZSL. Był przez 20 lat członkiem Komisji Nauki i Kultury Naczelnego Komitetu ZSL i przewodniczącym Komisji Kultury i Nauki WK ZSL we Wrocławiu. Na początku lat 90. brał udział w tworzeniu PSL, w którym przez dwa lata pełnił funkcje wiceprezesa Zarządu Wojewódzkiego we Wrocławiu. Następnie wycofał się z czynnej działalności partyjnej.
Zmarł 28 stycznia 2017 r. Pochowany został na cmentarzu Osobowickim we Wrocławiu.

## Działalność społeczna
Od wczesnej młodości należał do organizacji społecznych. W czasie studiów działał w Zrzeszeniu Studentów Polskich. Pełnił funkcję kierownika Wydziału Kultury Rady Uczelnianej ZSP na Uniwersytecie Warszawskim. W ZSP był też pełnomocnikiem Rady Naczelnej do spraw łączności kulturalnej miasta ze wsią i studenckich brygad żniwnych.
W połowie 1956 r. włączył się w ruch odnowy związany z tzw. „odwilżą”, której symbolem był polski październik. Wspólnie m.in. z Józefem Lenartem, Jerzym Grotowskim i Krzysztofem Pomianem tworzył Krajowy Ośrodek Organizacyjny Rewolucyjnego Związku Młodzieży. Na początku 1957 r. był współtwórcą Związku Młodzieży Socjalistycznej. Należał przez rok do ścisłego krajowego kierownictwa ZMS. W latach 1956–1960 jako tzw. „październikowiec” uczestniczył w działaniach politycznych ZMS i PZPR w Lublinie i Kielcach.
Od czasów uczniowskich i studenckich do lat ostatnich został wierny społecznemu ruchowi kulturalnemu. Był członkiem, a także pełni funkcje we władzach Dolnośląskiego Towarzystwa Społeczno-Kulturalnego (DTSK). Od 1973 r. przez 24 lata pełnił funkcję wiceprezesa Zarządu Regionalnego i dyrektora biura DTSK. Od 1998 r. piastował funkcję prezesa DTSK, a potem prezesa honorowego. Swoją działalnością przyczynił się do masowego rozwoju regionalnych stowarzyszeń kulturalnych na Dolnym Śląsku, powstania Wydawnictwa DTSK „Silesia” oraz utworzenia Ośrodka Regionalizmu Dolnośląskiego. W latach 1980/81 działał jako sekretarz w Regionalnym Komitecie Porozumiewawczym Związków Twórczych i Stowarzyszeń Naukowych.
Od 1981 do 2002 r. (z dwuletnią przerwą w czasie stanu wojennego) był przewodniczącym Rady Krajowej Regionalnych Towarzystw Kultury (obecnie Ruch Stowarzyszeń Regionalnych RP). Zorganizowano ok. 200 konferencji dla regionalistów polskich i wydano ok. 100 książek w serii biblioteki wydawnictw regionalnych. Od 2002 r. jako inicjator powstania Ruchu Stowarzyszeń Regionalnych Rzeczpospolitej Polskiej był przewodniczącym Rady Krajowej Ruchu, a następnie jej przewodniczącym honorowym. Od 1977 r. był członkiem zespołów doradczych kolejnych ministrów kultury.
Jako lider regionalistów polskich był w rządzie Jana Krzysztofa Bieleckiego i Waldemara Pawlaka członkiem zespołu rządowego ds. podziału administracyjnego kraju. Będąc zwolennikiem powiatów i dużych województw-regionów podejmował i inspirował liczne działania służące ich kreowaniu.

## Publicystyka
Inicjował i uczestniczył w publikacji ok. 300 książek i kilkuset artykułów o tematyce dolnośląskiej i wrocławskiej. Był w latach 1962–1990 redaktorem naczelnym kwartalnika „Kultura Dolnośląska”, a od 1995 r. czasopisma „Dolny Śląsk”. Jest autorem ponad 80 artykułów na temat kultury i regionalizmu. Jest też redaktorem 14 książek. Pod jego redakcją ukazały się m.in. prace zbiorowe Kultura na wsi, Krajowy Kongres Kultury Wsi, Ruch Regionalny a integracja europejska, Być narodowi pożytecznym, Edukacja regionalna młodzieży w rodzinie, szkole, środowisku. Jest autorem dwóch książek: Z regionalizmem w XXI wiek oraz Regionalizm na przełomie tysiąclecia. Był koordynatorem prac redakcyjno-wydawniczych i redaktorem księgi Kongres Kultury Polskiej – 2000.

## Odznaczenia
- Krzyż Komandorski Orderu Odrodzenia Polski
- Krzyż Kawalerski Orderu Odrodzenia Polski
- Złoty Krzyż Zasługi
- Srebrny Krzyż Zasługi
- Medal Komisji Edukacji Narodowej
- Odznaka honorowa „Zasłużony dla Kultury Polskiej”
- Odznaka „Zasłużony Działacz Kultury”
- Złoty Medal „Za zasługi dla obronności kraju”
- Złoty Medal „Opiekun Miejsc Pamięci Narodowej”
- Odznaka honorowa „Za zasługi dla oświaty”
- Złota Odznaka „Zasłużony dla Dolnego Śląska”
- Odznaka „Zasłużony dla województwa wrocławskiego”
- Odznaka „Budowniczy Wrocławia”
- Odznaka 1000-lecia Państwa Polskiego
- Srebrny Medal „Zasłużony Kulturze Gloria Artis”[1].

## Nagroda im. Anatola J. Omelaniuka
Od 2017 Rada Krajowa Ruchu Stowarzyszeń Regionalnych Rzeczpospolitej Polskiej oraz Dolnośląskie Towarzystwo Regionalne przyznają Nagrodę jego imienia za najlepszą książkę regionalistyczną.